# Ricardo Menéndez March
Ricardo Menéndez March (Tijuana, Baja California; 1987/1988) es un activista y político neozelandés de origen mexicano. Desde 2020, es miembro del Parlamento por el Partido Verde de Aotearoa Nueva Zelanda en la Cámara de Representantes.

## Primeros años
Hijo de padre mexicano y madre neozelandesa, se mudó a Nueva Zelanda desde Tijuana. Trabajó como proyeccionista de películas durante una década en Auckland, pero fue despedido debido a la digitalización de películas. Después de ese papel, trabajó en hospitalidad, luego en defensa de los inmigrantes.
Menéndez March se desempeñó como co-coordinador masculino de Young Greens of Aotearoa New Zealand en 2016. En un debate de Back Benches de la Asociación de Estudiantes de la Universidad de Auckland de 2016, un grupo de miembros de Young New Zealand First comenzó a cantar “Build the Wall” a Menéndez March, quien es de ascendencia mexicana. Young New Zealand First luego se disculpó con él.
Menéndez March es el coordinador de Auckland Action Against Poverty, cargo que asumió a finales de 2017. Un escritor de Stuff lo describió en 2020 como "una espina en el costado del gobierno laborista en los últimos años". En este cargo, aparecía con frecuencia en la televisión, la radio y citaba en los periódicos (una vez por semana en promedio, según su cálculo) afirmando que el gobierno les estaba fallando a los pobres, que los beneficios son demasiado bajos y que la vivienda es demasiado cara.
Menéndez March es gay.

## Carrera
Se postuló por el Partido Verde para representar al electorado de Mount Roskill en las elecciones generales de 2017, y recibió 1.200 votos. Tenía 21 años en la lista del partido y estaba demasiado abajo para que se le asignara un asiento.
Para las elecciones generales de Nueva Zelanda de 2020, ocupó el décimo lugar en la lista del partido Verde y se postuló para representar al electorado de Maungakiekie. Durante la campaña electoral, criticó al colíder de su partido, James Shaw, por apoyar $11,7 millones en fondos para una escuela verde privada. Menéndez March no ganó el electorado de Maungakiekie, quedando en tercer lugar detrás de la diputada nacional Denise Lee y la diputada laborista Priyanca Radhakrishnan, con 2.666 votos. Sin embargo, los Verdes recibieron el 7,9% de los votos del partido (226.754), y su ubicación en la lista fue lo suficientemente alta como para ingresar al Parlamento como diputado de lista. Menéndez March fue uno de los tres nuevos diputados verdes en el 53.er Parlamento.
En diciembre de 2020, Menéndez March viajó a México durante la pandemia de COVID-19 para cuidar a su familia. Su madrastra padecía de cáncer en etapa terminal y le habían dado meses de vida, y su padre había tenido una cirugía mayor con efectos duraderos. La persona que había cuidado a la pareja se había enfermado gravemente y no podía cuidar de ellos. Fue criticado por la líder de la oposición Judith Collins por hacerlo. A fines de febrero, March llamó la atención de los medios después de que el parlamentario nacional Chris Bishop revelara que March había hecho dos intentos de obtener un lugar en "aislamiento y cuarentena administrados" por razones de "interés nacional".

## Opiniones y puntos de vista

### Socialismo
Menéndez se identifica como un "socialista orgulloso" y ha dicho que el Partido Verde trabajaría duro para ofrecer apoyo a los laboristas para promulgar una "política socialista genuina y audaz".

### Anti-monarquismo
Antes de sentarse en el Parlamento, Menéndez March expresó su renuencia a prestar el requerido Juramento de Lealtad a la Reina de Nueva Zelanda, Isabel II. Publicó un meme al respecto, que recibió críticas de los monárquicos. Sin embargo, él todavía tomó el juramento.

### Israel-Palestina
En mayo de 2021, March llamó la atención de los medios después de que publicó fotos de sí mismo en Facebook y Twitter con el pie de foto. "¡Del río al mar, Palestina será libre!" en respuesta a la crisis israelí-palestina de 2021. El Consejo Judío de Nueva Zelanda criticó la publicación de March, alegando que Hamás utilizó el eslogan para promover el antisemitismo y la limpieza étnica de los judíos. Sin embargo, el uso del eslogan fue defendido por Alternative Jewish Voice, argumentando que la libertad no es "un negocio de suma cero". Las publicaciones de marzo llevaron a la líder adjunta del partido libertario ACT, Brooke Van Velden, a oponerse a la moción del Partido Verde que pide a los miembros del Parlamento que reconozcan el derecho de los palestinos a la autodeterminación y la condición de Estado. En respuesta a las críticas de Van Velden, la parlamentaria verde Golriz Ghahraman afirmó que March estaba defendiendo los derechos de árabes y judíos a tener los mismos derechos en su tierra natal.